# Canda (Reino do Congo)
Canda ((n)kanda), no Reino do Congo e por extensão entre os congos, é uma organização de parentesco matrilinear pautada na ancestralidade em um antepassado comum. Engloba não só os vivos e os antepassados, mas os não nascidos, e é mais restrita do que um clã (mvila), pois se prende à exogamia, ao contrário dos clãs, que abrangem uma relação parental mais ampla e não implicam em exogamia. As candas se dividem em linhagens, também chamadas barrigas (vumu), que são o grupo de descendência até a quarta geração, regulando assim os direitos de herança.